# Pelicinus
Pelicinus là một chi nhện trong họ Oonopidae.